# هيدريد النحاس
هيدريد النحاس مركب غير عضوي وصيغته الكيميائية هي CuH، وهو مادة صلبة حمراء ونادرًا ما يتم عزلها كتركيبة نقية والتي تتحلل إلى عناصر، يتم إنتاج هيدريد النحاس بشكل أساسي كعامل مختزل في التخليق العضوي وكسلائف لمحفزات مختلفة.

## التاريخ
قام الكيميائي الفرنسي شارلز أدولف فورتز بتصنيع هيدريد النحاس لأول مرة في عام 1844، ويتميز هيدريد النحاس بكونه أول هيدريد معدني يتم أكتشافه، وفي عام 2013، تمكن فريق من تصنيع العديد من السبائك من هيدريد النحاس تحت الضغط.

## هيدرات النحاس الأخرى
ثنائي هيدريد النحاس ( CuH2) موجود أيضًا في شكل وسيط تفاعلي غير مستقر في اختزال هيدريد النحاس بواسطة الهيدروجين الذري.